# 爱默生学院
爱默生学院（英語：Emerson College）於1880年創立，位于美国大西洋沿岸的波士顿市中心的剧院區，毗邻波士頓公園，另外在洛杉矶好莱坞亦拥有一个现代化的教学中心。同時，它也是新英格蘭地區第一個設立校园广播和有线电视台的学校。
愛默生學院是美國第一所開設人文與傳播專業的文理学院。它早期是一所教授公開演講辯論的小型學校。在1980年，愛默生學院成為全美首先提供寫作與出版研究課程的學校。在1991年，愛默生學院首先提供學童戲劇的課程，並且成為最先頒發戲劇、藝術、演講辯論、大眾傳播和新聞學位的學校之一。
愛默生學院亦是美國唯一一所專致於資訊交流藝術和人文科學背景的綜合性學院。學校可提供被新英格蘭院校協會所認可藝術和資訊傳媒學位項目。學校設有通信、市場營銷、通訊科學、新聞、表演藝術、視覺藝術和媒體以及書面文學和出版等學院，可授予學士、碩士學位。
愛默生學院同時也是一所專注於寫作，交流和文科的城市學校。學校提供寫作，文學出版和政治溝通等專業。次要的選擇包括小說，音樂欣賞和溝通和藝術的商業研究。以文學為中心的學校，有各種各樣的學生出版物，包括愛默生評論，文學雜誌和具體文學雜誌，展示學生的詩歌和攝影。還有一個名為本科生出版社的組織，出版學生作品。

## 排名
- 2021《美国新闻与世界报道》（US News & World Report） ：全美北部地區大學排名第９名
- 2018《美国新闻与世界报道》（US News & World Report）性价比最高的学校： 第44名[10]
- 2013 《好莱坞报告》杂志“世界最好電影學院”：第6名
- 美國大學電影(MFA) 專業排名 ： 常年位居前10名
- 《Princeton Review》 "全球最好的366所大學" ： 10項分類名列前20名
- 《新闻周刊》2011"擁有最具藝術氣質學生的學院"： 第二名
- 新英格蘭地區最佳5間新聞傳播媒體學院之一

## 學術生活
Emerson College早期是一間公開演辯型的小型學校，創辦人為Charles Wesley Emerson，其創立於1880年。是美國唯一一家專攻傳媒的院校；保持著“小而精的信念。愛默生學院的師生比例是13：1，學校有66.8％的學院不到20人。

## 地理位置

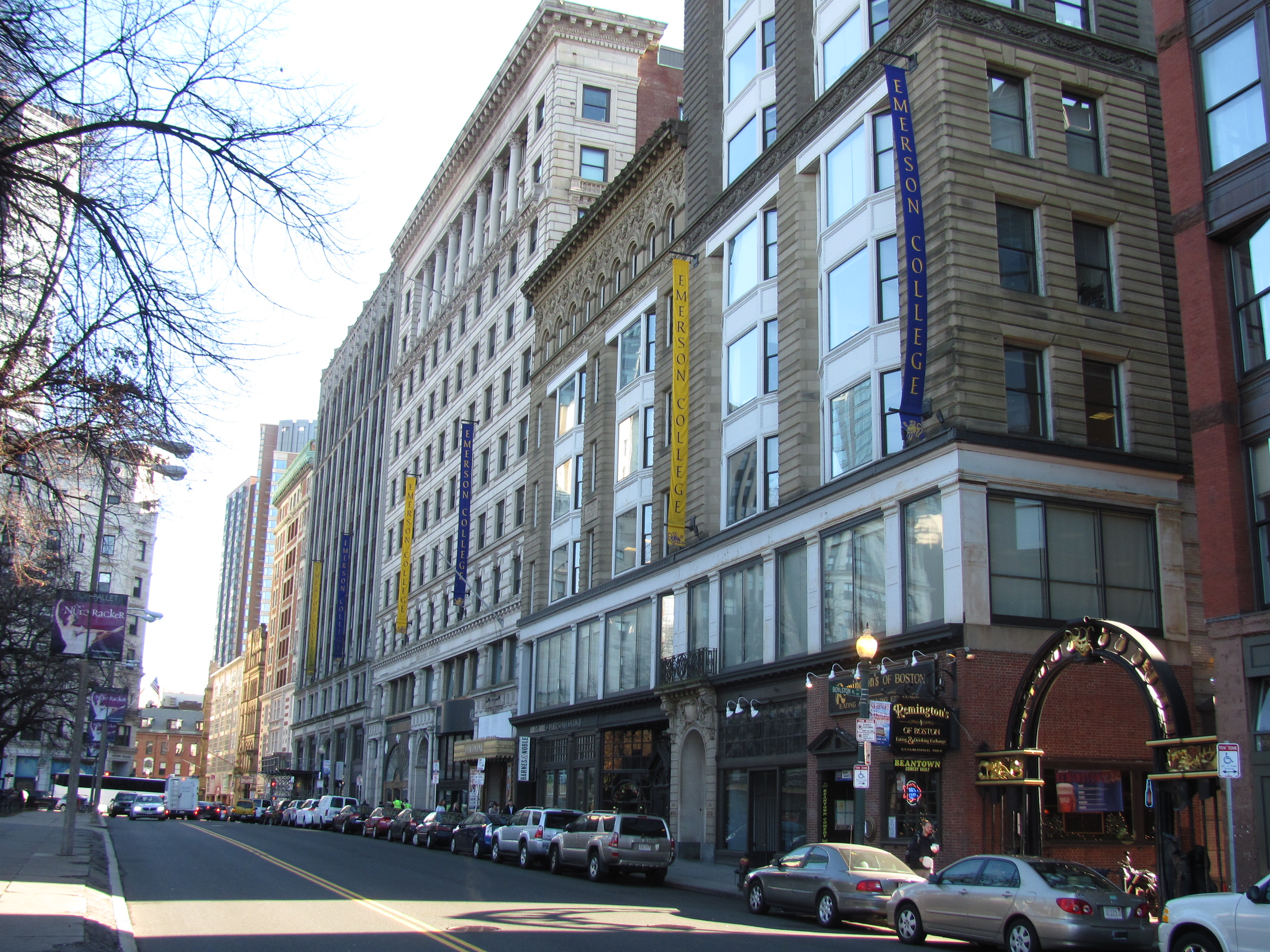
波士頓公園建筑

学院主要校區位於波士頓市中心，靠近波士頓公園。另外，於洛杉磯及歐洲荷蘭也設有分校。

## 知名校友
- 贝蒂·赫顿 -歌手、女演員
- 傑·雷諾 - 喜劇演員、主持人
- 諾曼·李爾 - 電視製作人
- 丹尼斯·萊瑞 - 演員、電影「冰原歷險記」的狄亞哥的聲音
- 亨利·溫克勒 - 演員
- 麥可·諾瑞 - 演員
- 珍妮佛·庫里姬 - 女演員
- 瑪麗亞·曼努諾斯 - 女演員
- 珊·道米特 - 女演員
- 亞當·格林 - 歌手歌曲作者
- 史賓賽·圖尼克 - 攝影師
- 桃莉絲·哈多克（D奶奶） - 政治家
- 岡村政治 - 大村崑的次男
- 逸見太郎 - 日本的演員、明星、主持人　逸見政孝的長男
- 關根麻里 - 日本的明星　關根勤的長女
- 比爾·伯爾 - 喜劇演員
- 李國豪 - 李小龍的長男
- 安迪·華卓斯基 - 電影「駭客任務」的導演・腳本為人所知華卓斯基兄弟的弟弟
- 艾登·韓森 - 演員
- 吉娜·葛森 - 女演員
- 大衛·克羅斯 - 喜劇演員、演員
- 關家永 - 電影導演、編劇，與丹尼爾·舒奈特共同執導編劇的《媽的多重宇宙》獲得多項大獎。